# Guarro
Guarro és el cognom d'una família catalana tradicionalment lligada a la indústria paperera a la comarca de l'Anoia.

## Història
L'activitat paperera en el si de la família Guarro i la seva empresa Guarro Casas està documentada des de fa tres-cents anys. L'empresa tal com es coneix avui fou fundada per Ramon Guarro el 1698 a la Torre de Claramunt de Capellades, tot i que és probable que l'activitat industrial a nivell familiar existís des de força abans.
Durant el segle XX l'empresa consolidà un vincle social molt important amb la vila de Gelida, on està ubicada una de les plantes de producció de la marca.

## Etimologia del cognom
Principalment a causa de les evidents connotacions semàntiques que associen aquest cognom a la paraula que es fa servir en castellà per anomenar el porc en el context ramader, a més de la burla s'han fet força especulacions sobre quin n'és l'origen. Amb caràcter oral i de manera restringida entre membres de la família que s'ho preguntaven, s'han donat algunes explicacions amb certa coherència.
Estudiosos i especialistes en etimologia demostren que aquest cognom, tan arrelat a Catalunya sobretot a la Catalunya central, ve del català antic significant (guerrer), com en altres llengües llatines per exemple l'italià guerra o guerrero esdevenint una modificació fins a l'actual nom.
En un pla documentat, però, aquest article de moment es refereix únicament a documentació que intenta explicar l'etimologia de paraules castellanes tals com gorrión, guarín, gorrón, comer de gorra i guarro.